# SCO (korfbal)
SCO is een Nederlandse korfbalvereniging uit Oldeholtpade, Friesland. De club is opgericht eind 1945, net na de Tweede Wereldoorlog.

## Oprichting
Toen de Tweede Wereldoorlog voorbij was, was er in Friesland meer behoefte aan sportverenigingen. In een advertentie in de lokale krant werden mensen uitgenodigd om hierover te vergaderen in café Kromkamp. Uit de vergadering kwam korfbal als meeste gewenste sport uit de bus, mede vanwege het gemengde karakter. In eerste instantie wordt er gekozen voor de clubnaam S.V.O. : Sportvereniging Oldeholtpade. Dit werd echter in 1951 omgezet naar SCO. 